# Ceratophrys joazeirensis
Ceratophrys joazeirensis es una especie de anfibio anuro de la familia Ceratophryidae.

## Distribución geográfica
Esta especie es endémica del noreste de Brasil. Se encuentra a unos 200 m sobre el nivel del mar en Caatinga en:
- Juazeiro, en la parte norte del estado de Bahía;
- Triunfo, en Pernambuco;
- Araruna, en el estado de Paraíba;
- Santa Maria, en el estado de Rio Grande do Norte.[5]

## Etimología
El nombre de la especie está compuesto de joazeir[o] y del sufijo latino -ensis que significa "que vive, que habita", y le fue dado en referencia al lugar de su descubrimiento, Juazeiro.

## Publicación original
- Mercadal de Barrio, 1986: Ceratophrys joazeirensis sp. n. (Ceratophryidae, Anura) del noreste de Brasil. Amphibia-Reptilia, vol. 7, n.º 4, p. 313-334.[6]